# Alice Stašková
Alice Stašková (* 1972 in Prag) ist eine tschechische Literaturwissenschaftlerin.

## Leben
Von 1990 bis 1996 studierte sie Germanistik und Romanistik in Prag, Paris, Leipzig und Heidelberg. Nach der Promotion 2005 an der Karlsuniversität Prag und der Habilitation 2015 an der FU Berlin ist sie seit 2016 Lehrstuhlinhaberin für Neuere deutsche Literatur an der Friedrich-Schiller-Universität Jena.
Ihre Forschungsschwerpunkte sind Literatur des 18. Jahrhunderts, Literatur um 1800, Klassik, deutsche und französische Moderne, (experimentelle) Literatur in Mitteleuropa und Literaturtheorie, Stiltheorie und Rhetorik, Literatur und Musik.

## Schriften (Auswahl)
- als Herausgeberin: Friedrich Schiller und Europa. Ästhetik, Politik, Geschichte. Heidelberg 2007, ISBN 3-8253-5244-7.
- Nächte der Aufklärung. Studien zur Ästhetik, Ethik und Erkenntnistheorie in „Voyage au bout de la nuit“ von Louis-Ferdinand Céline und „Die Schlafwandler“ von Hermann Broch. Tübingen 2008, ISBN 3-484-63039-6.
- als Herausgeberin mit Paul Michael Lützeler: Hermann Broch und die Künste. Berlin 2009, ISBN 978-3-11-020955-6.
- als Herausgeberin mit Simon Zeisberg: Sentenz in der Literatur. Perspektiven auf das 18. Jahrhundert. Göttingen 2014, ISBN 3-8353-1504-8.